# Mun Song-sul
Mun Song-sul (... – 1997) è stato un politico nordcoreano.
Non sappiamo molto sulla sua vita, ma solo che è stato segretario del Partito del Lavoro di Corea e che nel 1997 fu arrestato insieme ai suoi parenti e in seguito "torturato e picchiato a morte"  su ordine di Jang Song-thaek, dopo che egli ne aveva ridotto l'influenza sul partito.